# Derby Works

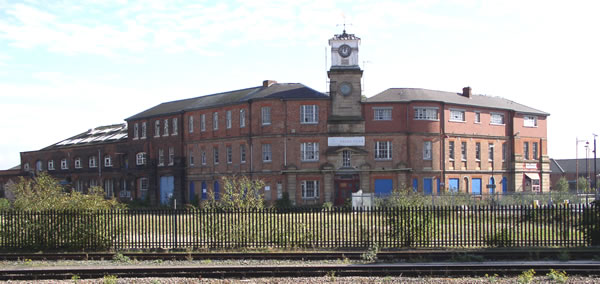
Von der North Midland Railway errichtete Werkstätte

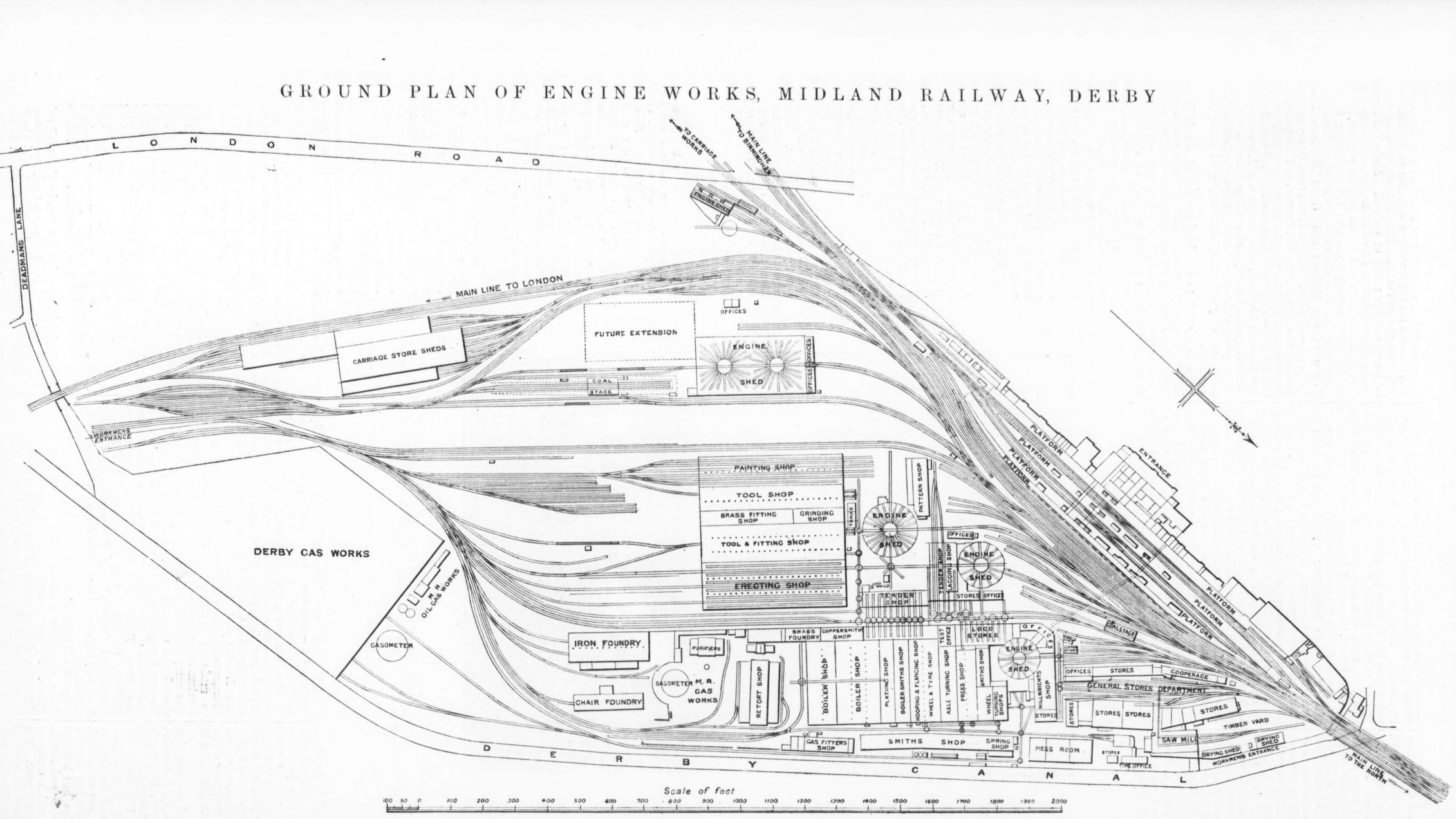
Plan der Werkstätte im Jahre 1894

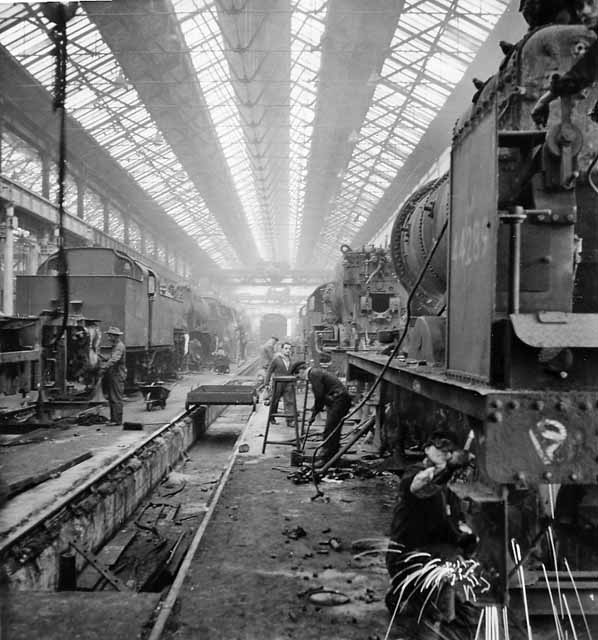
Montagehalle mit Dampflokomotiven

Die Derby Works waren eine bedeutende britische Produktions- und Wartungsstätte für Lokomotiven und Schienenfahrzeuge in Derby.

## Geschichte

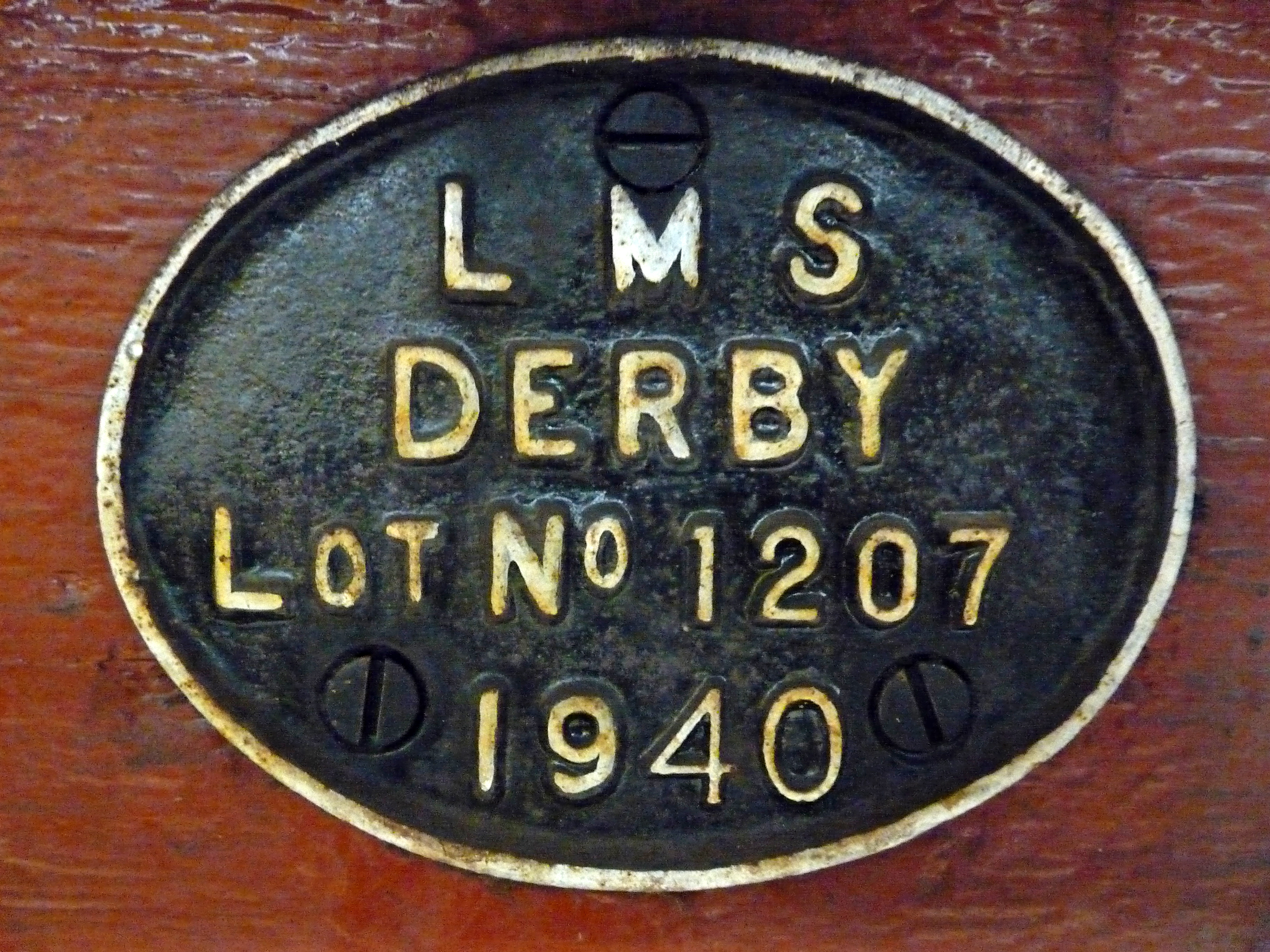
Fabrikschild

Die Anlagen wurden um 1840 als Lokfabrik und Wartungswerkstätte für die North Midland Railway gegründet, die bereits 1844 in der Midland Railway aufging. Schon bald entwickelten sie sich zu einem Zentrum für Lokomotivbau und -entwicklung.
Im Jahr 1873 wurde die Produktion in zwei separate Werke aufgeteilt: Die Derby Locomotive Works, die sich auf den Lokomotivbau konzentrierten, und die 1876 eröffneten Derby Carriage and Wagon Works, die Personen- und Güterwagen herstellten. Die Werkstätten wurden zusammen mit der Midland Railway 1923 von der London, Midland and Scottish Railway (LMS) übernommen und kamen 1948 zu den British Railways (BR).
Während des 20. Jahrhunderts entstanden in den Derby Works zahlreiche technologische Innovationen im Schienenfahrzeugbau. Sie dienten als Standort für das LMS Scientific Research Laboratory, das wissenschaftliche Versuchslabor der LMS, aus dem später die British Rail Research Division hervorging.
1969 wurden die Werkstätten in Derby in die British Rail Engineering Limited (BREL), eine Tochtergesellschaft der British Rail (BR), überführt.

### Lokomotivfabrik
1990 wurde die Schließung des BREL-Standorts Derby, der ehemaligen Derby Locomotive Works, bekannt gegeben. Die Lokomotivfabrik wurde daraufhin größtenteils abgerissen. Ein Teil der Anlage blieb jedoch erhalten und wurde von Bombardier Transportation zur Produktion von Drehgestellen weitergenutzt.
Obwohl Bombardier diesen Standort im Jahr 2001 als primären Fertigungsstandort deklarierte, wurde bereits 2004 angekündigt, dass das Werk aufgrund von Überkapazitäten in der europäischen Bahnindustrie geschlossen wird.
Das Werksgelände wurde zusammen mit den angrenzenden Industriegebieten in Pride Park umbenannt. Ein Teil des Geländes wird heute vom Pride Park Stadium des Derby County Football Club genutzt.

### Personen- und Güterwagenfabrik
Die ehemaligen Derby Carriage and Wagon Works wurden von BREL in Derby Litchurch Lane Works umbenannt und 1989 privatisiert. Das Werk wurde drei Jahre später von ABB vollständig übernommen. In den 1990er Jahren fertigte das Werk die Turbostar-Dieseltriebzüge und Electrostar-Elektrotriebzüge, 2001 ging es in den Besitz von Bombardier Transportation über.
Nachdem das Alstom-Werk Washwood Heath in Birmingham im Jahr 2005 geschlossen wurde, verblieben die Litchurch Lane Works als einziger Hersteller von Rollmaterial für den Personenverkehr im Vereinigten Königreich. Mitte 2011 kündigte Bombardier an, 1400 der 3000 Arbeitsplätze in Derby abzubauen. Nach der Vergabe mehrerer Großaufträge kündigte Bombardier im November 2019 die Schaffung von 400 neuen Arbeitsplätzen im Werk an. Im Januar 2021 übernahm Alstom Bombardier Transportation und damit das Werk in Derby. Anfang 2024 forderte Alstom die britische Regierung öffentlich auf, Aufträge für mindestens zehn Züge zu erteilen, um den Verlust von 1300 Arbeitsplätzen und die dauerhafte Stilllegung des Werks zu verhindern. Im Juni desselben Jahres wurde der Auftrag für zehn Aventra-Elektrotriebzüge für die Elizabeth Line in London bestätigt. Im August 2025 organisiert Alstom zur 200-Jahr-Feier der Eröffnung der Stockton and Darlington Railway eine große Fahrzeugausstellung auf dem Firmengelände, deren Eintrittskarten sich in sehr kurzer Zeit verkauften.

## Lokomotiven

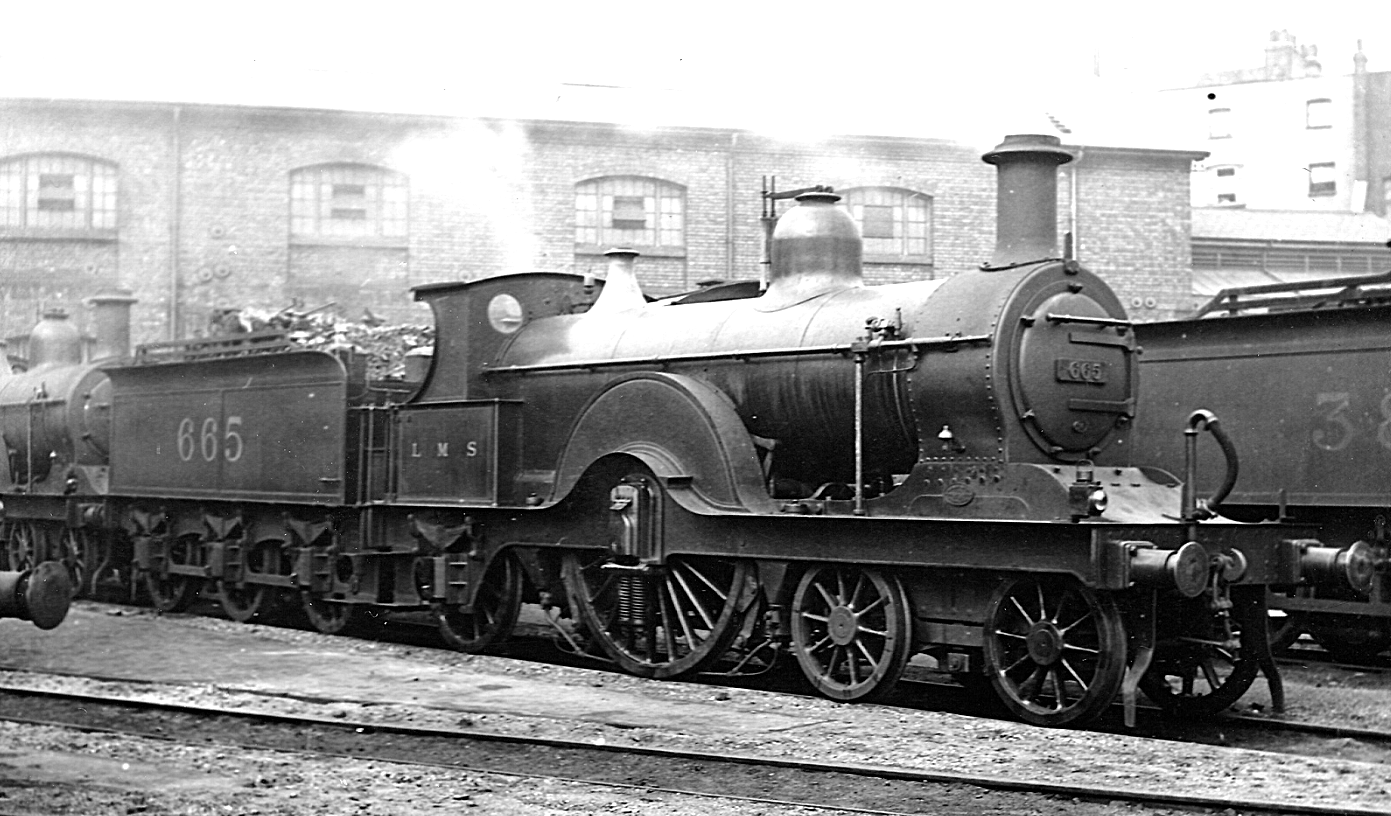
Johnson Spinner

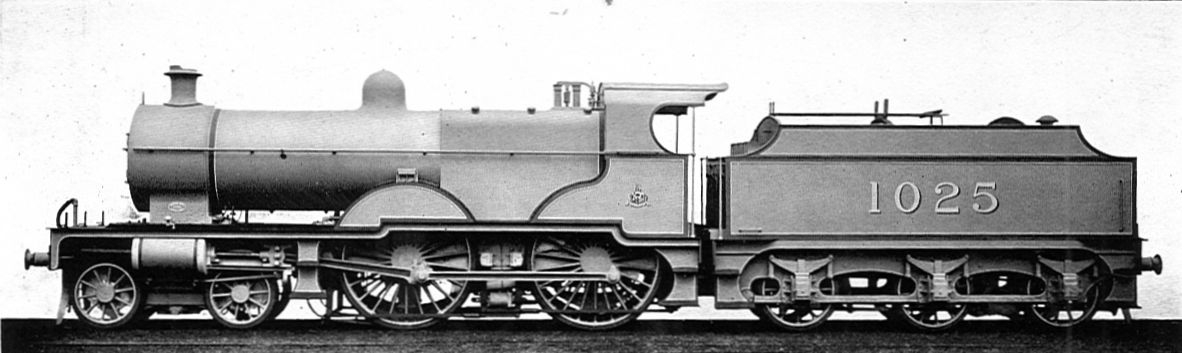
Midland Railway-Klasse 1000

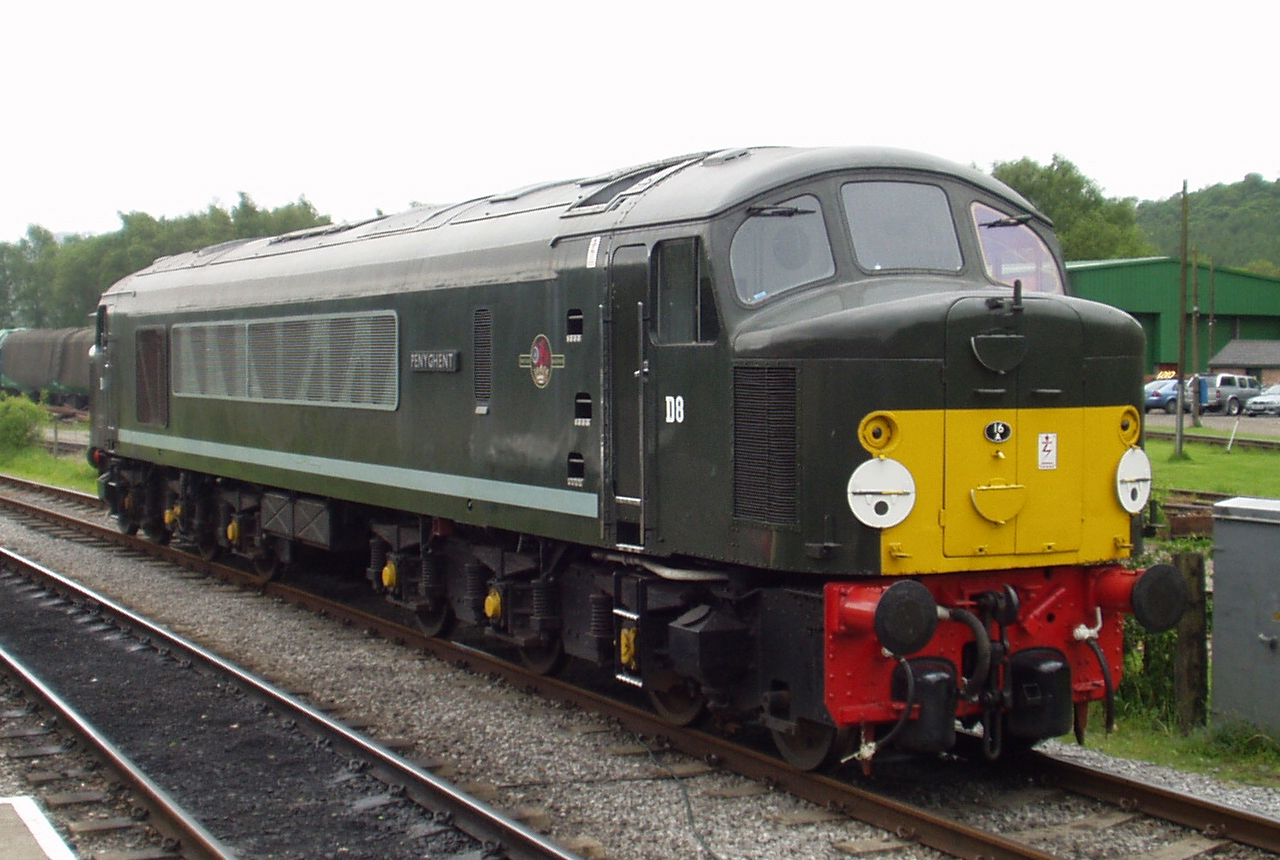
BR-Klasse 44

In den Derby Works wurden zahlreiche berühmte Lokomotiven gebaut, die die britische Eisenbahngeschichte geprägt haben. Hier sind einige bemerkenswerte Baureihen aufgeführt:
- Longboiler-Lokomotive – Entwicklung der ersten Lokomotiven für den Langstreckenverkehr in den 1840er Jahren zusammen mit Unterstützung von George Stephenson
- Johnson Spinner – eine 1887 eingeführte, schnelle Dampflokomotive für leichte Fernschnellzüge
- Midland Railway-Klasse 1000 – eine 1902 eingeführte klassische Dampflokomotive für Fernschnellzüge
- LMS-Klasse Royal Scot – eine 1927 eingeführte leistungsstarke Dampflokomotive für Fernschnellzüge
- BR-Klassen 44, 45 und 46 „Peak“ – eine 1959 eingeführte Familie von dieselelektrischen Lokomotiven für Fernschnellzüge[6]